# Chris Hodgetts
Chris Hodgetts (ur. 6 grudnia 1950 w Tanworth-in-Arden) – brytyjski kierowca wyścigowy.

## Kariera
Hodgetts rozpoczął karierę w międzynarodowych wyścigach samochodowych w 1980 roku od startów w British Saloon Car Championship, gdzie pięciokrotnie stawał na podium, w tym trzykrotnie na jego najwyższym stopniu. Uzbierane 45 punktów dało mu szóste miejsce w klasyfikacji generalnej. W latach 1986–1987 był już mistrzem tej serii. W późniejszych latach Brytyjczyk pojawiał się także w stawce Canon NP Copiers F3 Race - XXXIV B.A.R.C. TV-Race, Brytyjskiej Formuły 3, European Touring Car Championship, World Touring Car Championship, World Sports-Prototype Championship, TVR Tuscan Challenge, 24-godzinnego wyścigu Le Mans, Japanese Touring Car Championship, IMSA Camel Lights, Interserie Div. 1, TVR Tuscan Challenge, Brytyjskiej Formuły 3000, Sportscar World Championship, Global GT Championship oraz International Sports Racing Series.